# Robert Favre Le Bret
Robert Favre Le Bret, né le 25 août 1904 dans le 17e arrondissement de Paris et mort le 27 avril 1987 à Bougy-Villars en Suisse, est un journaliste français, délégué général du Festival de Cannes de 1952 à 1972 (en remplacement de Henri Gendre), puis en est le président de 1972 à 1984.
Auparavant, il a été journaliste notamment, à Paris Match. Il produit, en 1965, le téléfilm Jeanne au bûcher de Roger Kahane d'après l'oratorio de Claudel et d'Honegger.